# Mario Echandi Jiménez
Mario Echandi Jiménez, né le 17 juin 1915 à San José et mort dans la même ville le 30 juillet 2011, est un homme d'État costaricien. Il fut président du Costa Rica de 1958 à 1962.